# Rita Josefa Pujalte Sánchez
Rita Josefa Pujalte Sánchez, H.C.C.J., řeholním jménem Rita de la Virgen de los Dolores (18. února 1853, Aspe – 20. července 1936, Madrid) byla španělská římskokatolická řeholnice, členka kongregace Milosrdných sester Nejsvětějšího Srdce Ježíšova, zabitá pro svoji víru během španělské občanské války. Katolická církev ji uctívá jako blahoslavenou mučednici.

## Život
Narodila se dne 18. února 1853 v obci Aspe. V mládí byla členkou sdružení Dcery Mariiny, III. františkánského řádu nebo Společnosti svatého Vincence de Paul. Působila také jako katechetka.
V roce 1888 vstoupila do kongregace Milosrdných sester Nejsvětějšího Srdce Ježíšova. V roce 1900 vystřídala zakladatelku kongregace Isabel Larrañagu Ramírez v pozici její generální představené. Tuto funkci poté zastávala do roku 1928, kdy se přestěhovala do řeholního domu při koleji Santa Susanna, spravovanou její kongregací, v Madridu.
Po vypuknutí španělské občanské války docházelo ve Španělsku k velkému pronásledování křesťanů. V té době již byla téměř slepá a upoutaná na lůžko. Dne 20. července 1936 revolucionáři obsadili její řeholní dům a spolu se sestrou Franciscou Aldeou Araujo ji téhož dne přepravili ke hřbitovu v madridské čtvrti Canillejas, kde byla spolu s ní zastřelena. Její ostatky byly roku 1954 exhumovány a převezeny ze hřbitova Cementerio de la Almudena v Madridu do mateřského domu její kongregace, taktéž v Madridu.

## Úcta
Dne 7. července 1997 podepsal papež sv. Jan Pavel II. dekret o jejím mučednictví. Blahořečena pak byla dne 10. května 1998 na Svatopetrském náměstí papežem sv. Janem Pavlem II.
Její památka je připomínána 20. července. Bývá zobrazována v řeholním oděvu.